# WZ Cassiopeiae
WZ Cassiopeiae (WZ Cas / HD 224855) és un estel variable a la constel·lació de Cassiopea. S'hi troba a una distància aproximada de 2.120 anys llum del sistema solar.

## Característiques físiques
WZ Cassiopeiae és una estrella de carboni de tipus espectral CV2 —també catalogada com estrella SC— amb una temperatura superficial de 3.095 K. Als estels de carboni, al contrari que en la major part dels estels, el contingut de carboni supera al d'oxigen; la relació C/O en WZ Cassiopeiae, propera a la unitat, és de 1,01. Així mateix, mostra una relació entre els isòtops 12C/13C igual a 4,5, per la qual cosa és un estel molt ric en carboni 13 en comparació a altres estels de carboni de la galàxia. Aquest fet, unit a la seva elevada abundància relativa de liti, probablement té el seu origen en un nucli calent on té lloc la fusió nuclear de 12C en 13C i 14N. Tots aquests factors indiquen que WZ Cassiopeiae posseeix una massa elevada.
Els estels de carboni experimenten una pèrdua de massa estel·lar significativa, que en el cas de WZ Cassiopeiae és de 1,3 × 10-7 masses solars per any. La seva lluminositat bolomètrica —considerant totes les longituds d'ona— és ~ 12.100 vegades superior a la lluminositat solar. Mitjançant interferometria s'ha mesurat el seu diàmetre angular en banda K, el qual és de 5,93 ± 0,72 mil·lisegons d'arc. Això permet avaluar el seu diàmetre real, resultant ser aquest 415 vegades més gran que el diàmetre solar; aquesta xifra, en dependre de la distància i donada la incertesa en la mateixa, és només aproximada.

## Variabilitat
Catalogada com a variable semiregular SRB, WZ Cassiopeiae mostra variacions de lluentor entre magnitud aparent +9,4 i +11,4. Igual que altres variables semiregulars, és una variable multiperiòdica amb dos períodes clarament definits de 366 i 186 dies, que s'atribueixen a polsacions radials en la superfície. No obstant això, existeixen variacions en una escala de temps major —de l'ordre de milers de dies— que podrien estar relacionades amb el camp magnètic estel·lar o amb algun cicle d'activitat magnètica.